# Seri Tanjung (Semendo Darat Tengah)
Seri Tanjung is een bestuurslaag in het regentschap Muara Enim van de provincie Zuid-Sumatra, Indonesië. Seri Tanjung telt 324 inwoners (volkstelling 2010).